# El Terrible
Damián Gutiérrez Hernández  (nacido el 12 de abril de 1976) es un luchador profesional mexicano, más conocido bajo el nombre de El Terrible quien trabaja actualmente en el Consejo Mundial de Lucha Libre (CMLL).
Damián fue una vez campeón mundial al haber sido una vez Campeón Mundial de Peso Completo del CMLL. También fue dos veces Campeón Mundial en Parejas del CMLL con Rush (en una ocasión) y Tama Tonga (en una ocasión), una vez Campeón Mundial de Tercias del CMLL con Héctor Garza y Tarzan Boy (en una ocasión) y fue ganador de Campeonato Universal del CMLL (2012 y 2019) y Torneo Nacional de Parejas Increíbles (2015 y 2018).

## Carrera

### Consejo Mundial de Lucha Libre (2002-presente)
Gutiérrez comenzó a luchar en su natal Monterrey y en otros lugares por promociones independientes más pequeñas bajo una máscara como El Engendro del Mal. En 2002, debutó en el Consejo Mundial de Lucha Libre sin una máscara como Damián El Terrible, pero más tarde se eliminó la parte "Damián" de su nombre, posiblemente para aliviar cualquier confusión con Damián 666. Formó parte de la primera "Universidad de 1000% de Guapos" de Shocker, un grupo de carteles secundarios que compiten por un puesto en el grupo de Shocker's Los Guapos. El Terrible fue elegido para ser el tercero del trío con Shocker y Máscara Mágica y el grupo se peleó con Los Talibanes (Emilio Charles Jr., Bestia Salvaje y Scorpio Jr.), que antes eran conocidos como "Los Guapos".
Los dos grupos se enfrentaron en una lucha de jaula en agosto de 2003, donde Terrible y Bestia Salvaje fueron los últimos dos que quedaron en la jaula. Terrible atrapado Salvaje, lo que significa que Salvaje tendría su cabeza afeitada. Durante el invierno, Los Guapos comenzaron a pelearse con Los Capos, lo que llevó a Terrible a asociarse con Perro Aguayo Jr. contra Cien Caras y Máscara Año 2000 en el Homenaje a Dos Leyendas de CMLL: Show de El Santo y Salvador Lutteroth en 2004. Terrible y Aguayo ganaron, pero Terrible comenzó a separarse de Los Guapos.
Se convirtió completamente en un rudo y se enfrentó con Máscara Mágica, llevándose el pelo al mes siguiente en un evento principal en la Arena México . La pelea natural con Shocker nunca despegó como se esperaba y Terrible terminó por unirse al grupo La Furia del Norte de Perro Aguayo. Formó un trío con Héctor Garza y Tarzan Boy que ganaron el Campeonato Mundial de Tríos del CMLL al derrotar a los titulares Canek, Black Warrior y Rayo de Jalisco Jr. en noviembre. Terrible se unió a Los Perros del Mal de Aguayo. A principios de 2005, sufrió una fractura orbital mientras luchaba en Puerto Rico por el World Wrestling Council. Regresó en septiembre e inmediatamente se involucró en la rivalidad de Los Perros con Los Guerreros del Infierno.
El 25 de diciembre, El Terrible y Rush sobrevivieron a un torneo cibernético se utiliza para determinar a los dos competidores en un combate por el vacante Campeonato Mundial de Peso Completo del CMLL. El 1 de enero de 2012, El Terrible venció a Rush para ganar por primera vez el Campeonato Mundial Peso Pesado CMLL. En abril siguiente, El Terrible y Euforia ganaron el Torneo Gran Alternativa  2012. El 31 de agosto, El Terrible derrotó al representante de New Japan Pro Wrestling Hiroshi Tanahashi para convertirse en el campeón Universal 2012.  La rivalidad de El Terrible con Rush culminó el 14 de septiembre en el evento principal del 79 aniversario de CMLL, donde El Terrible fue derrotado en una lucha de Apuesta, y como resultado, se afeitó. El 13 de noviembre de 2012, El Terrible y Tama Tonga ganaron el Campeonato Mundial en Parejas del CMLL de Atlantis y Diamante Azul.
A principios de 2013, Tama Tonga regresó a Japón para trabajar para NJPW, poniendo en el aire el estatus del Campeonato Mundial en Parejas del CMLL, dejando a El Terrible y Tonga como los campeones, pero no hay planes actuales para que los dos trabajen en el mismo país. En marzo de 2013 El Terrible y Rush se unieron para el 2013  Torneo Nacional de Parejas Increíbles como tenían para el torneo de 2012, pero el equipo perdió en la primera ronda ante Dragón Rojo, Jr. y Niebla Roja. El 7 de abril en Invasion Attack , El Terrible y Tonga defendieron con éxito el Campeonato Mundial en Parejas del CMLL contra La Máscara y Valiente en el evento Invasion Attack de New Japan en Tokio. El 5 de julio, El Terrible regresó para otra gira de dos semanas con New Japan y durante la primera noche, él y Tonga perdieron el Campeonato Mundial en Parejas del CMLL ante Hiroshi Tanahashi y Jushin Thunder Liger. El Terrible trabajó el resto de la gira, que duró hasta el 20 de julio, como miembro del stable de Bullet Club.
El reinado de tres años de El Terrible como Campeón Mundial de Peso Completo del CMLL terminó el 30 de enero de 2015, cuando perdió el título ante Máximo en su primera defensa del título en catorce meses.

## Campeonatos y logros
- Consejo Mundial de Lucha Libre
  - Campeonato Mundial de Peso Completo del CMLL (1 vez)
  - Campeonato Mundial en Parejas del CMLL (2 veces) – con Tama Tonga (1) y Rush (1)
  - Campeonato Mundial de Tríos del CMLL (1 vez) – con Héctor Garza y Tarzan Boy (1)
  - Campeonato Nacional de Peso Completo (1 vez)
  - Campeonato Universal del CMLL (2012 y 2019)
  - Torneo Nacional de Parejas Increíbles (2015) – con Máximo

- Pro Wrestling Illustrated
  - Situado en el Nº269 en los PWI 500 de 2010[8]
  - Situado en el Nº34 en los PWI 500 de 2012[9]
  - Situado en el Nº34 en los PWI 500 de 2013[10]
  - Situado en el Nº20 en los PWI 500 de 2014[11]
  - Situado en el Nº107 en los PWI 500 de 2015[12]
  - Situado en el Nº321 en los PWI 500 de 2016[13]
  - Situado en el Nº323 en los PWI 500 de 2017[14]
  - Situado en el Nº162 en los PWI 500 de 2018[15]
  - Situado en el Nº438 en los PWI 500 de 2019[16]
  - Situado en el Nº364 en los PWI 500 de 2020[17]

## Luchas de apuestas
| Ganador                                     | Perdedor                                      | Lugar            | Evento                          | Fecha                    | Notas |
| ------------------------------------------- | --------------------------------------------- | ---------------- | ------------------------------- | ------------------------ | ----- |
| Engendro del Mal (máscara)                  | Baby Cameleón (máscara)                       | Desconocido      | Live event                      | Desconocido              |       |
| El Terrible (cabellera)                     | Bestia Salvaje (cabellera)                    | Ciudad de México | Live event                      | 8 de enero de 2003       |       |
| El Terrible y Perro Aguayo Jr. (cabelleras) | Cien Caras y Máscara Año 2000 (cabelleras)    | Ciudad de México | Homenaje a Dos Leyendas (2004)  | 19 de marzo de 2004      |       |
| El Terrible (cabellera)                     | Máscara Mágica (cabellera)                    | Ciudad de México | 48. Aniversario de Arena México | 4 de abril de 2004       |       |
| El Terrible y El Texano Jr. (cabelleras)    | Yujiro y Naito (cabelleras)                   | Ciudad de México | Sin Salida (2009)               | 4 de diciembre de 2009   |       |
| El Terrible y El Texano Jr. (cabelleras)    | Brazo de Plata y Máximo (cabelleras)          | Ciudad de México | Homenaje a Dos Leyendas         | 18 de marzo de 2011      |       |
| Rush (cabellera)                            | El Terrible (cabellera)                       | Ciudad de México | 79th Aniversario del CMLL       | 14 de septiembre de 2012 |       |
| Máximo y Volador Jr. (cabelleras)           | El Terrible y Rey Bucanero (cabelleras)       | Ciudad de México | Homenaje a Dos Leyendas         | 20 de marzo de 2015      |       |
| Ángel de Oro y Niebla Roja (cabelleras)     | El Terrible y La Bestia del Ring (cabelleras) | Ciudad de México | Homenaje a Dos Leyendas         | 15 de marzo de 2019      |       |